# Dichrooscytus uhleri
Dichrooscytus uhleri är en insektsart som beskrevs av Wheeler och Henry 1975. Dichrooscytus uhleri ingår i släktet Dichrooscytus och familjen ängsskinnbaggar. Inga underarter finns listade i Catalogue of Life.